# Aleutenalk
Der Aleutenalk (Ptychoramphus aleuticus) ist ein kleiner Vogel aus der Familie der Alkenvögel, der im Nordosten des Pazifik weit verbreitet ist. Er ist der einzige rezente Vertreter der Gattung Ptychoramphus. Im Gegensatz zu anderen Alkenvögeln ist er in der Lage, zwei Gelege im Jahr großzuziehen.
Der Aleutenalk wird nur selten an Land beobachtet, da er dieses nur bei Nacht aufsucht. Aufgrund von Untersuchungen in Kalifornien und British Columbia ist über diese Art mehr bekannt als über andere Alken.

## Erscheinungsbild
Der Aleutenalk erreicht eine Körperlänge von 25 Zentimeter. Das Gewicht liegt durchschnittlich bei 174 Gramm. Es sind damit kleine Alkenvögel von plumpen Körperbau mit kurzen Flügeln. Das Federkleid weist keine größeren jahreszeitlichen Veränderungen auf. Aufgrund der weit hinten am Körper ansetzenden Beine bewegen sie sich an Land nur ungeschickt. Anders als die Arten der Gattung Aethia nehmen sie an in der Regel keine voll aufgerichtete Körperhaltung an, sondern hocken gewöhnlich auf ihren Läufen. Sie sind im Gegensatz zu einer Reihe anderer Alkenvögel keine besonders guten Flieger und benötigen einen längeren Anlauf auf hoher See, bevor sie auffliegen können.
Das Gefieder ist nahezu einheitlich dunkel braungrau. Lediglich der Bauch und die Unterschwanzdecken sind weißlich bis grauweißlich. Das Gesicht und der Oberkopf sind etwas dunkler als die Körperoberseite, die untere Brust und der Bauch weisen eine verwaschene graue Fleckung auf. Die Schwingen und der Schwanz sind schwarzgrau, die Flügeldecken dagegen dunkel braungrau. Die Iris ist hellgrau bis weißlich. Über dem Auge befindet sich ein kleiner, halbmondförmiger weißer Fleck. Der Schnabel ist schwarz und verglichen mit anderen Alkenvögeln dieser Größer relativ groß und kräftig ausgebildet. Die Füße und Beine sind blaugrau mit dunkleren Schwimmhäuten.
Jungvögel gleichen ihren Elternvögeln, sie haben jedoch braune oder braungraue Iris. Die Iris hellt auf, bis die Jungvögel ihre Geschlechtsreife erreichen.

## Stimme
Aleutenalken sind ungewöhnlich ruffreudige Vögel. Vor allem während der Nacht sind ihre Rufe spektakulär laut. Da Aleutenalken auf die Rufe von Artgenossen reagieren, variiert die Intensität der Rufe in einer Kolonie stark und kann auch fast vollständig verstummen. Sie rufen am intensivsten in dunklen, nebligen Nächten. Dagegen sind sie in mondhellen Nächten verhältnismäßig still. Es gibt einzelne Ornithologen, die vermuten, dass die Rufe unter anderem die Funktion haben, das Fortpflanzungsverhalten zu synchronisieren.

## Verbreitungsgebiet

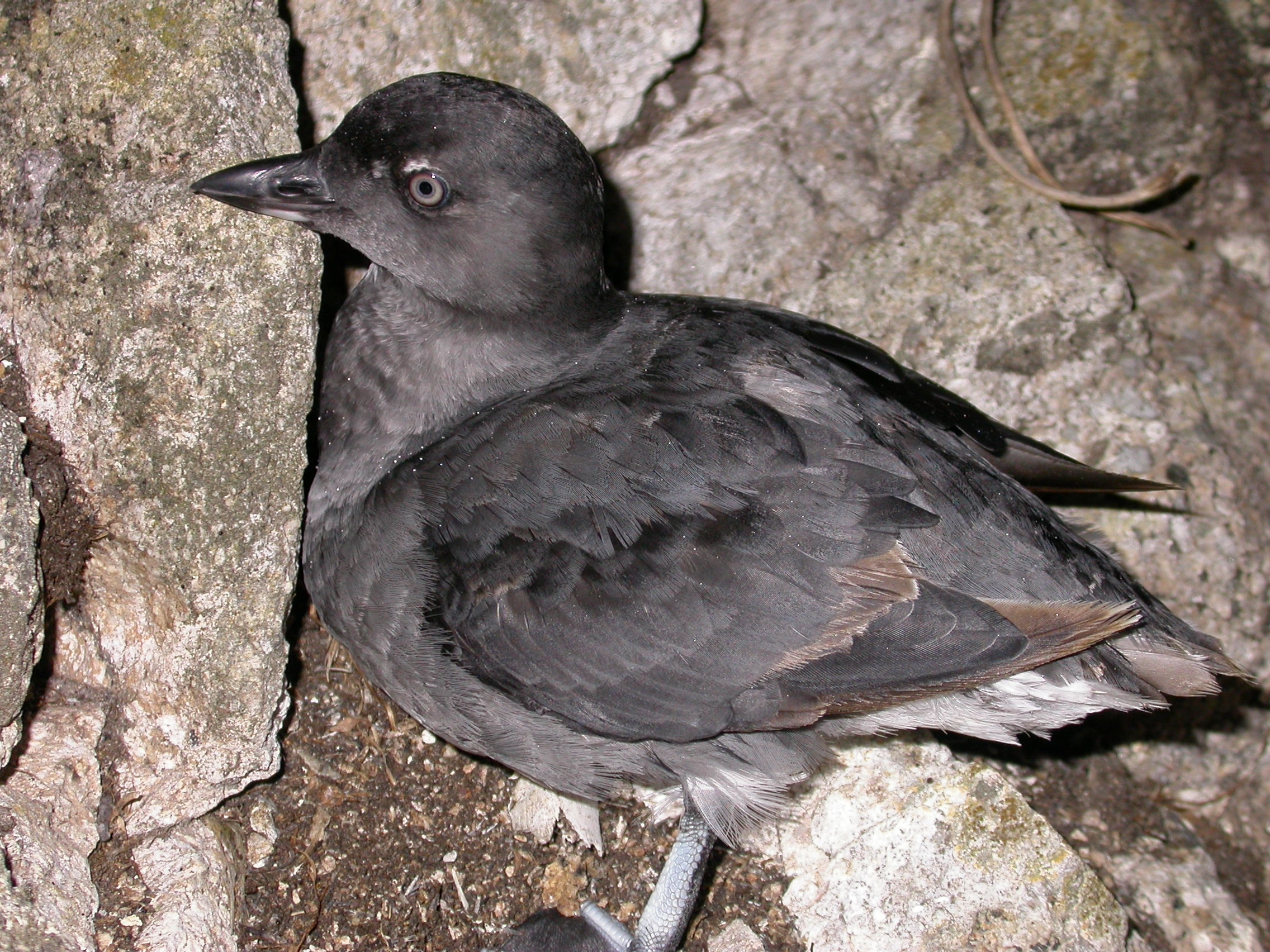
Aleutenalk auf den Farallon-Inseln

Die Brutgebiete reichen von Niederkalifornien über die Aleuten bis nach Alaska. Die mit ca. 550.000 Brutpaaren größte Kolonie befindet sich auf den Vancouver-Inseln. Ein ausgeprägtes Zugverhalten ist nicht bekannt, aber nördliche Populationen bewegen sich im Winter etwas nach Süden. Als Nistplatz scharren Aleutenalken eine Vertiefung in die Erde oder sie nutzen natürliche Nischen oder vom Menschen geschaffene Strukturen. Die Paare leben meist mehrere Jahre zusammen und benutzen dasselbe Nest. Beide Eltern brüten abwechselnd und der nahrungssuchende Vogel kehrt nachts zurück, da dies einen besseren Schutz vor Raubvögeln gewährt. Das Weibchen legt nur ein weißes Ei, aus dem nach ca. 40 Tagen das Küken schlüpft. Das Jungtier wird etwa 35 Tage von den Eltern gefüttert, die jede Nacht Nahrung in einer speziellen Schnabeltasche herbeibringen. Nach der Mauser findet das Jungtier den Weg zum Meer allein. Anders als bei anderen Meeresvögeln der Nordhalbkugel kann es vorkommen, dass die Eltern nach einer erfolgreichen Brut ein weiteres Mal brüten.

## Nahrung
Aleutenalken suchen ihre Nahrung auf dem offenen Meer. Sie orientieren sich an untermeerischen Gebirgen und Meeresströmungen. Bei der Nahrungssuche tauchen sie mit Hilfe ihrer Flügel. Es sind Nahrungsgeneralisten, die unter anderem Krill und andere Tiere des Zooplanktons fressen. Aleutenalken erreichen während ihrer Tauchgänge Tiefen von gewöhnlich 28, selten auch von 40 Metern. Während der Fortpflanzungszeit suchen sie bevorzugt über den Kontinentalschelfen nach Nahrung, in Küstengewässern werden sie eher selten beobachtet. Im Winter finden sie ihre Nahrung auf hoher See.

## Fortpflanzung

### Brutkolonien und Nisthöhlen

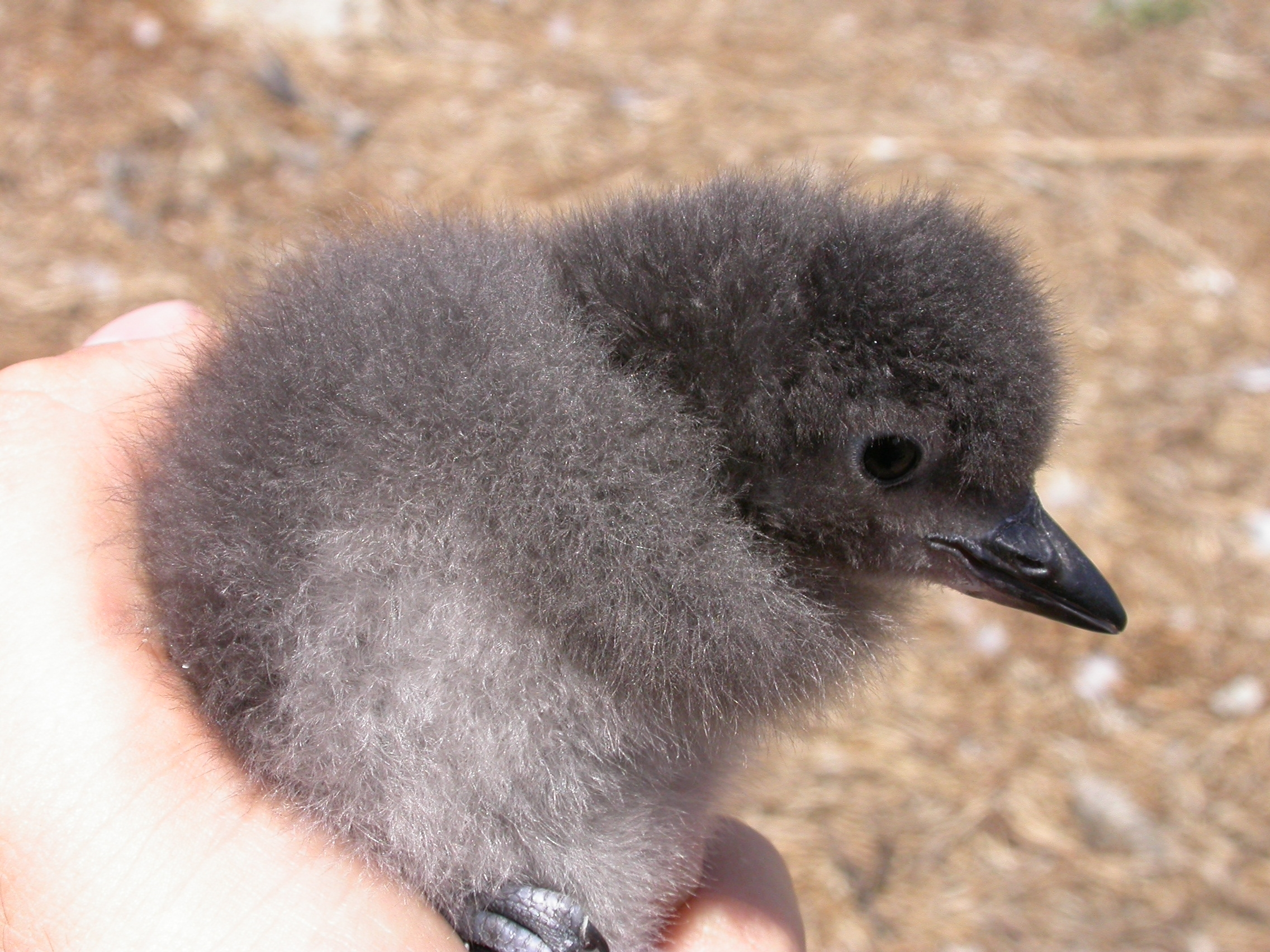
Küken des Aleutenalks

Aleutenalken sind Koloniebrüter. Bereits vor Tagesanbruch verlassen sie die Nistplätze, um den ganzen Tag über auf dem Meer nach Nahrung zu suchen und erst in der Nacht zurückzukehren. Silberalken, die gelegentlich in denselben Kolonien brüten, brechen allerdings noch vor den Aleutenalken auf. Im Gegensatz zu Nashorn-, Schopf-, Bart-, Silber- und Rotschnabelalken versammeln sich Aleutenalken nicht bereits in der Abenddämmerung vor den Brutkolonien, sondern halten sich bis zum Einbruch der Dunkelheit auf hoher See auf. Dieses Verhalten scheint eine Anpassung an die Nachstellung durch Weißkopfseeadler, Wanderfalken und große Möwenarten zu sein. Innerhalb der Kolonie zeigen Aleutenalken ein aggressives Verhalten gegenüber ihren Artgenossen, was auf die Nestdichte zurückzuführen sein kann.
Brutkolonien finden sich gewöhnlich auf hügeligen Inseln, auf denen Säugetiere fehlen, die größer als kleine Mäuse sind. Ideale Inseln weisen einen Boden auf, der weich genug ist, so dass Aleutenalke ihre Baue graben können. Diese Baue finden sich gewöhnlich auf dicht grasbewachsenen Hängen innerhalb einer Entfernung von 500 Meter von der Küstenlinie. Gewöhnlich sind die Inseln der Brutkolonien nicht bewaldet, allerdings befinden sich auf Haida Gwaii die meisten Brutkolonien in Wäldern mit einem moosbedeckten Untergrund. Aleutenalken nutzen hier auch Hohlräume unter Baumwurzeln für die Anlage ihrer Bruthöhlen. Sie nehmen sogar Nisthilfen an und brüten in Holzboxen. In Niederkalifornien graben sie ihre Baue auch unter Kakteen und Dornengebüsch. Die Eingänge der Bruthöhlen fallen durch die weißlichen Kotspritzer auf. Die Bruthöhlen sind im Durchschnitt 100 Zentimeter tief, die Höhe des Eingangs beträgt durchschnittlich 13 Zentimeter. Auf einzelnen Inseln kann die Nistdichte sehr hoch sein. Auf der Triangle Island vor der Küste British Columbias finden sich 1,36 Baue je Quadratmeter, auf den Queen Charlotte Islands dagegen beträgt die Nistdichte 0,80 Nester je Quadratmeter. Die Nistdichte ist dabei nicht von der Koloniengröße beeinflusst.

### Eiablage und Bebrütung
Der Beginn der Eiablage variiert in Abhängigkeit von der geographischen Breite. In Niederkalifornien beginnt die Eiablage bereits im November und währt bis in den März. Auf den Farallon-Inseln vor San Francisco dauert die Eiablage von März bis Mai. In British Columbia legen Aleutenalken dagegen ihre Eier im Zeitraum von Ende März bis Ende April. Dort schlüpfen die Jungvögel von Ende April bis Ende Mai und die flügge gewordenen Jungvögel verlassen die Brutkolonie zwischen Anfang Juni und Anfang Juli. Das Gelege besteht nur aus einem Ei; dort wo sich zwei Eier in einer Nisthöhle befinden, handelt es sich um das Gelege von zwei Weibchen. Nachgelege sind in der Regel, aber auf den Farallon-Inseln werden 10 Prozent der Eiverluste durch ein Nachgelege ersetzt.
Die Eier sind elliptisch bis oval und haben eine glatte Oberfläche. Sie sind anfangs weiß und werden im Verlauf leicht bläulich oder grünlich. Ein einzelnes, frisch gelegte Ei wiegt durchschnittlich 29,8 Gramm, das entspricht 17 Prozent der Körpermasse des Weibchens. Die Elternvögel haben zwei parallel verlaufende Brutflecken. Diese bilden sich ab einem bis zwei Tage vor der Eiablage. Bei 60 Prozent der Aleutenalken, die ein zweites Gelege großziehen, fehlt dieser Brutfleck allerdings. Beide Elternvögel sind nach aktueller Erkenntnis gleichmäßig am Brutgeschäft beteiligt. Sie wechseln sich in Intervallen von 24 Stunden ab.

### Jungvögel
Das einzelne Ei wird durchschnittlich etwa 38 Tage lang bebrütet. Das Küken gibt ein bis drei Tage vor dem Schlupf bereits vernehmbare Laute von sich. Frisch geschlüpfte Jungvögel wiegen etwa 20 Gramm und nehmen pro Tag bis zu 4,3 Gramm zu. Sie werden in den ersten vier Tagen ununterbrochen von den Elternvögeln gehudert. Die Nestlingszeit beträgt auf den Farallon-Inseln vor San Francisco 41 Tage, auf der Frederick Insel dagegen 45 Tage. Die Entwicklungsgeschwindigkeit der Jungvögel variiert in Abhängigkeit von den Umweltbedingungen stark.

## Bruterfolg und Lebenserwartung
Durchschnittlich erreichen schätzungsweise 50–70 % der Jungen das Ausfliegealter, bei Zweitbruten liegt dieser Wert mit 10 % deutlich niedriger. Schlüpf- und Ausfliegeerfolg steigen mit der Erfahrung der Brutpaare.
Zu den Prädatoren der Aleutenalken zählen Rot- und Polarfuchs, die auf einigen Inseln mit Brutkolonien von Alkenvögeln eingeführt wurden. Die Einführung dieser Raubsäuger hat eine drastische Auswirkung auf die Koloniegröße und Bruterfolg. Auch Ratten und Mäuse fressen Eier und noch nicht flügge gewordene Jungvögel. Auf den Queen Charlotte Islands stellen auch die dort eingeführten Waschbären eine ernsthafte Bedrohung für diese Art dar. Zu den Prädatoren zählen außerdem West- und Beringmöwe, Weißkopfseeadler, Wanderfalke und Kolkrabe.
Von 100 ausgewachsenen Aleutenalken erleben 83 das nächste Lebensjahr, sie haben daher eine durchschnittliche Lebenserwartung von 7,6 Jahren.

## Bestand
Der Aleutenalk ist ein weit verbreiteter und häufiger Alkenvogel. Gegen Ende des 20. Jahrhunderts wurde sein Bestand auf eine Million Individuen in Alaska und 2,8 Millionen Individuen in British Columbia geschätzt. Weiter südlich ist ihre Anzahl deutlich geringer. An den Küsten des US-amerikanischen Bundesstaates Washington brüteten in diesem Zeitraum 43.800 Brutpaare, vor Oregon und vor Kalifornien jeweils 500 Paare. Niederkalifornien weist dagegen 10.000 bis 20.000 Brutpaare auf. Die größte Brutkolonie findet sich auf Triangle Island vor der Küste British Columbias. Dort werden 370.000 Brutpaare gezählt.
Der Aleutenalk ist vor allem durch Säugetiere bedroht, die auf den Inseln eingeführt werden, auf denen er brütet. In Kalifornien und Niederkalifornien verschwanden eine Reihe von Brutkolonien, nachdem dort Katzen, Ratten und Füchse eingeführt wurden. Auf Langara Island, einer der nördlichsten Inseln der Queen Charlotte Islands, brachten Ratten die Brutkolonie zum Erlöschen. Eine wachsende Gefahr stellen auf allen Queen Charlotte Islands die dort eingeführten Waschbären da. Auf den Aleuten war der Aleutenalk eines der häufigsten Beutetiere des Polarfuchses. Dieser wurde dort wegen seines Pelzes eingeführt und brachte die Art auf zahlreichen Aleuteninseln zum Aussterben. Aleutenalken reagieren außerdem sehr empfindlich auf Ölverschmutzungen ihrer Gewässer.

## Unterarten
Es sind zwei Unterarten bekannt:
- P. a. aleuticus (Pallas, 1811)[11] – Die Nominatform kommt von den Aleuten über den Süden Alaskas bis in den Norden Niederkaliforniens vor.
- P. a. australis van Rossem, 1939[12] – Diese Unterart kommt im südlichen Niederkalifornien vor.

## Etymologie und Forschungsgeschichte
Peter Simon Pallas beschrieb den Aleutenalk unter dem Namen Uria Aleutica. Als Fundort des Typusexemplar, das Carl Heinrich Merck gesammelt hatte, gab er den Pazifischen Ozean im damals zu Russland gehörenden Alaska an. Johann Friedrich von Brandt führte die neue Gattung Ptychoramphus ein. Dieser Name ist ein Gebilde aus den griechischen Worten »ptyx, ptychos, ptyssō, πτυξ, πτυχος, πτυσσω« für »Falte, falten« und »rhamphos ραμφος« für »Schnabel«. Das Artepitheton »aleuticus« bezieht sich auf die »Aleuten«. »Australis, austri« ist das lateinische Wort für »südlich, Süden«.

## Belege

### Einzelbelege
1. 1 2  Gaston et al., S. 232
2. ↑  Gaston et al., S. 227.
3. 1 2 3  Gaston et al., S. 230.
4. 1 2  Gaston et al., S. 231.
5. 1 2 3  Gaston et al., S. 233.
6. ↑  Gaston et al., S. 233 und S. 234.
7. 1 2  Gaston et al., S. 234.
8. ↑  Gaston et al., S. 235.
9. ↑  Gaston et al., S. 228.
10. ↑  IOC World Bird List Coursers, noddies, gulls, terns, auks & sandgrouse (Memento vom 6. Mai 2014 im Internet Archive). Abgerufen am 7. April 2024.
11. 1 2  Peter Simon Pallas, S. 370.
12. ↑  Adriaan Joseph van Rossem, S. 443.
13. ↑  Johann Friedrich von Brandt, S. 347.
14. ↑  James A. Jobling, S. 323.
15. ↑  James A. Jobling, S. 41.
16. ↑  James A. Jobling, S. 62f.